# Maria Uhden
Maria Uhden (ur. 6 marca 1892 w Coburgu, zm. 14 sierpnia 1918 w Monachium) – niemiecka malarka i grafik; przedstawicielka niemieckiego ekspresjonizmu.

## Życiorys
Ukończyła szkołę rzemiosła artystycznego w Berlinie. Poza malarstwem uprawiała też drzeworyt. Była związana z ekspresjonistami z grupy Der Sturm. Żona malarza Georga Schrimpfa. Została pochowana na Cmentarzu Leśnym w Monachium.

## Twórczość
Tworzyła pod wpływem Chagalla. Swoje prace wystawiała w berlińskich galeriach Dada (1915) i Der Sturm (1918).
Współcześnie dzieła Marii Uhden znajdują się m.in. w kolekcji Stiftung Museum Schloss Moyland w Bedburg-Hau, Los Angeles County Museum of Art, National Gallery of Art, Museum of Modern Art, Fine Arts Museums of San Francisco. Jej prace były wielokrotnie wystawiane na aukcjach sztuki, a ceny ich sprzedaży wahały się od 200 do blisko 20 000 dolarów, w zależności od formatu i medium. Najwyższą współcześnie cenę 19 996 dolarów uzyskano w 2017 ze sprzedaży pracy Frau mit Vogel w domu aukcyjnym Hargesheimer Kunstauktionen w Düsseldorfie.

## Galeria

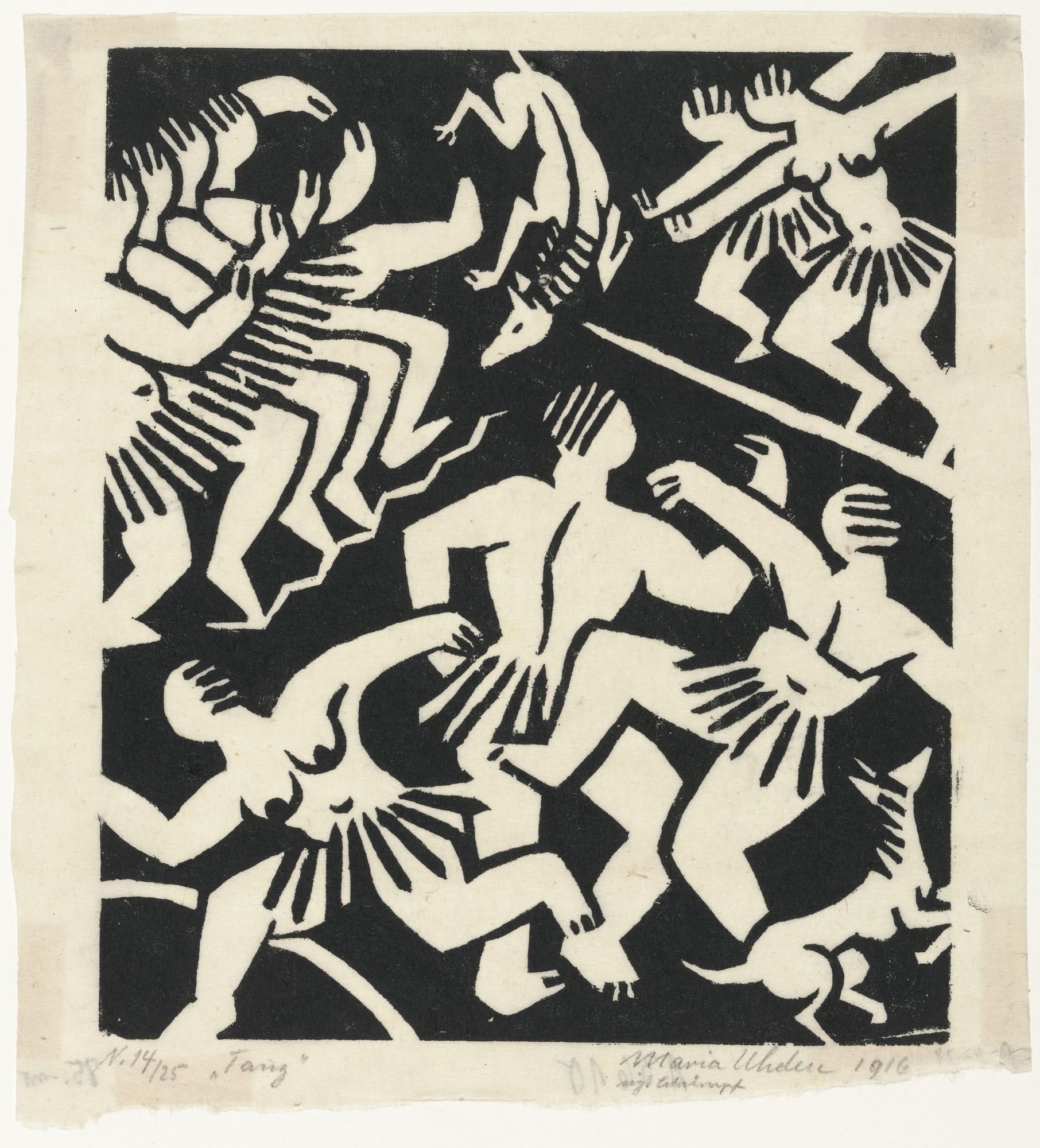
Der Tanz, 1916, drzeworyt
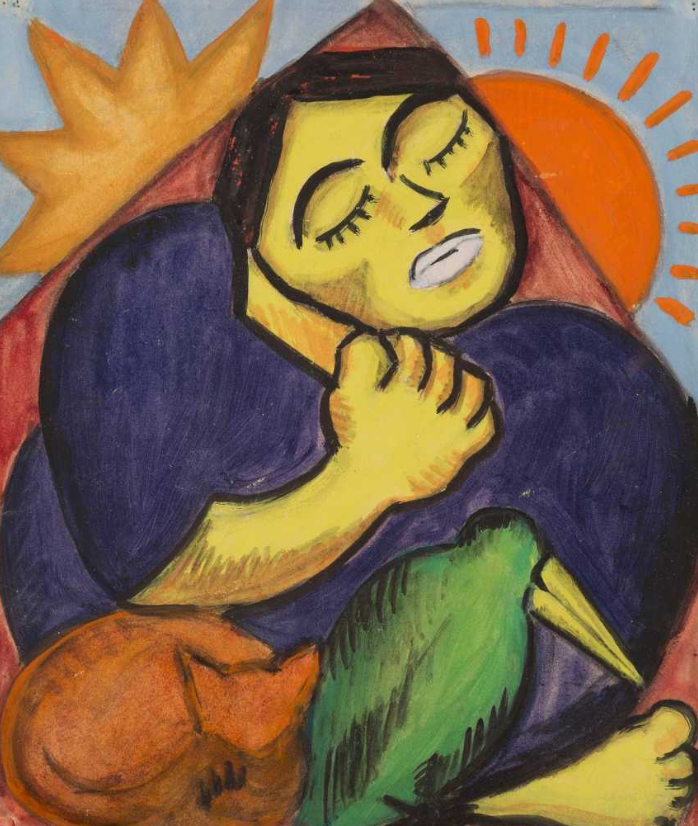
Frau mit Vogel, 1917, akwarela
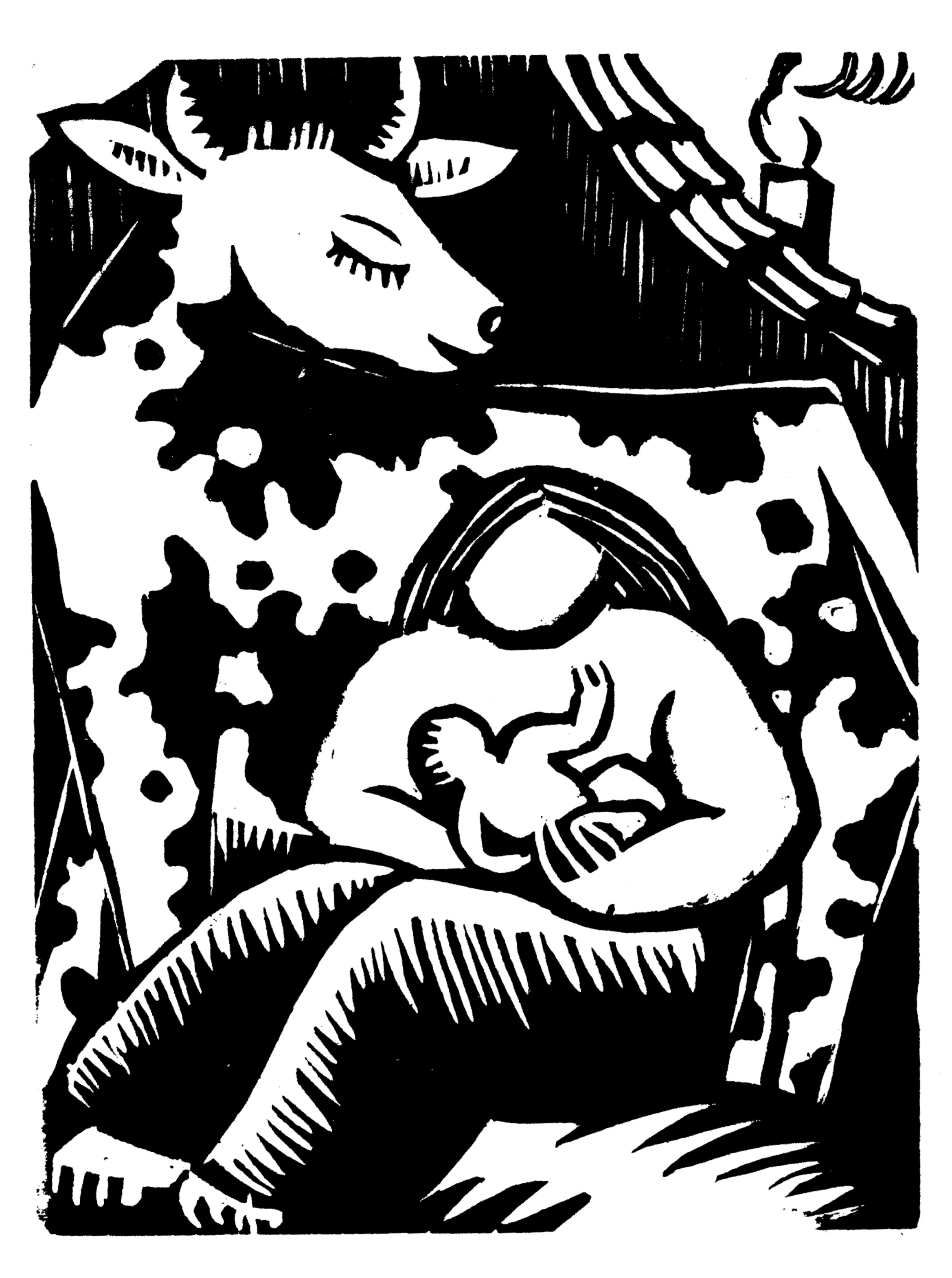
Kuh und Frau mit Kind, 1918, drzeworyt
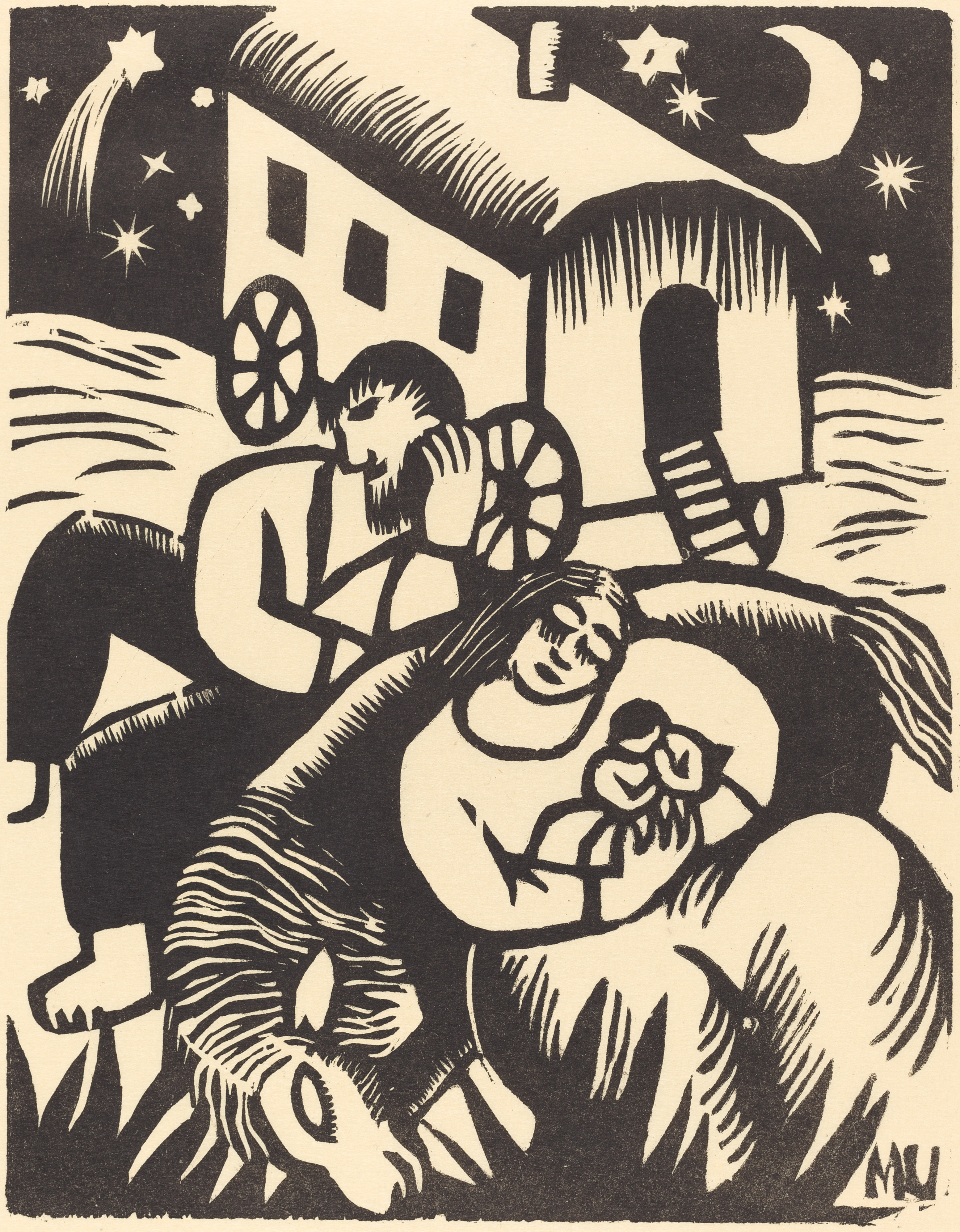
Ruhende Zigeuner, 1918, drzeworyt
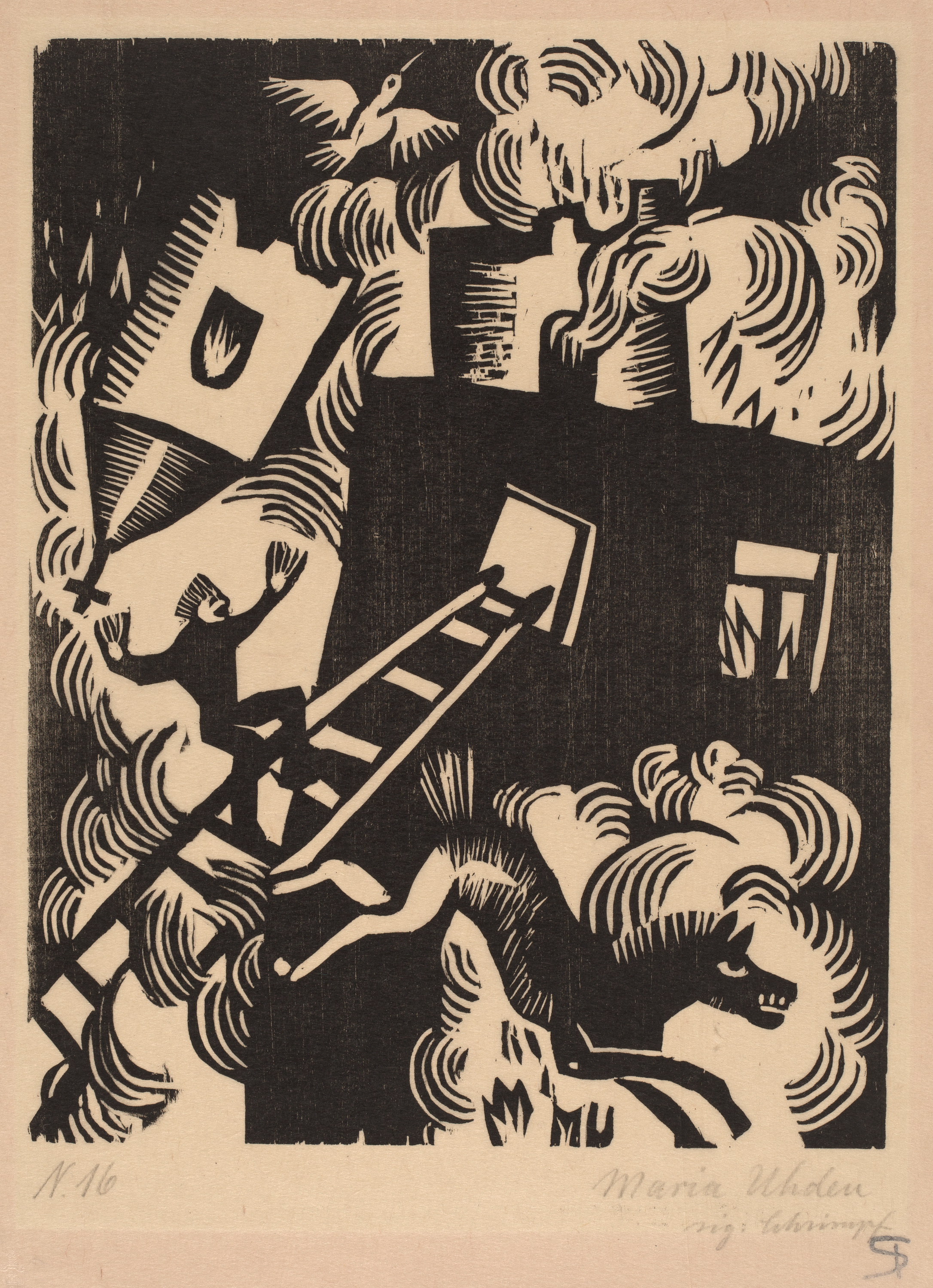
Brennendes Haus, 1918, drzeworyt